# Globala opioidepidemin
Den globala opioidepidemin, ibland kallad opioidkrisen, är en benämning på den snabbt ökande användningen av beroendeframkallande opioidläkemedel och droger från slutet av 1990-talet och under 2000-talet.
Två tredjedelar av globala drogdödsfall beror på opioider. De regioner som 2019 såg den största användningen av opioider av icke-medicinska skäl var Nordamerika, Mellanöstern, Sydvästasien och Oceanien. Den icke-medicinska användningen av opioidläkemedel (till exempel oxikodon och fentanyl) ökar i Nordamerika, delar av Afrika, Mellanöstern och sydvästra Asien. Dessutom finns tecken på en ökad användning i Europa. Användningen av opiater (heroin och opium) står för ungefär hälften av opioidbruket. Framför allt i Mellanöstern, Sydvästasien, Syd- och Centralasien, Nordafrika och Transkaukasus.
Opioidkrisen i USA har kallats ”den moderna läkekonstens största misstag”. Den har lett till att hundratusentals människor har mist livet i överdoser och självmord, och till flera uppmärksammade rättegångar mot läkemedelsföretag.
Opioidläkemedel är effektiva för att lindra smärta på kort sikt. Men få studier visar på fördelar under längre behandling. Däremot finns det tydliga bevis på att opioider leder till utbredd och potentiellt allvarlig skada under långvarig användning. Trots det tar patienter ofta opioider under många månader och år. En studie från 2018 visade att 4,7% av de patienter som ordinerats opioider för smärta utvecklade ett missbruk.

## USA

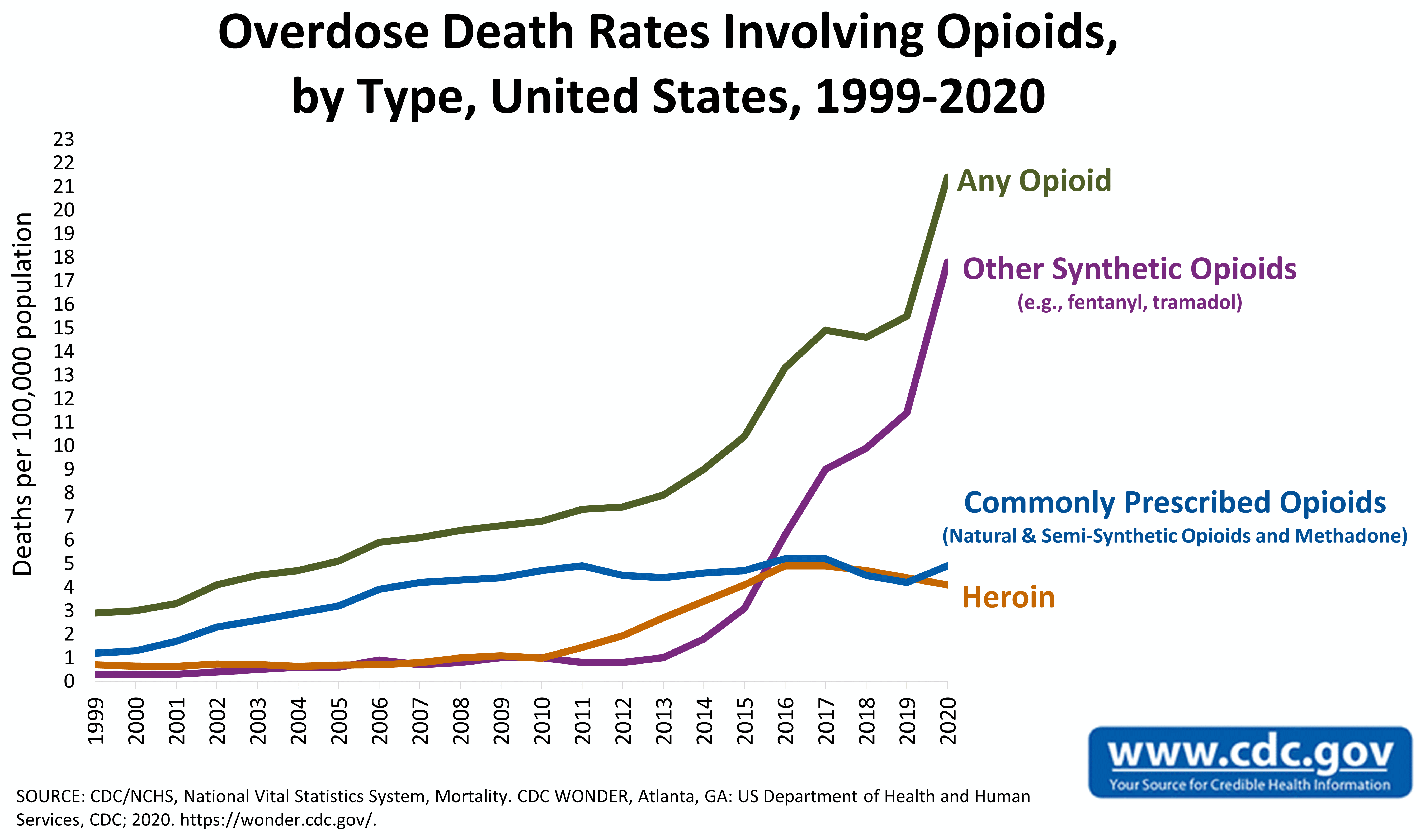
Opioidrelaterade dödsfall i USA 2000–2017 (dödsfall per 100 000 invånare).

Cirka 80 procent av den globala opioidkonsumtionen sker i USA.
Från 1999 till 2016 beräknas 453 300 amerikaner ha dött av opioider. Delvis på grund av en sjukvård som i hög grad förlitar sig på piller framför andra behandlingar.
Överdosering av narkotiska preparat har i USA blivit den vanligaste dödsorsaken för personer under 50 år. Två tredjedelar av dessa dödsfall orsakas av opioider. På grund av opioidkrisen minskade manliga amerikaners förväntade livslängd mellan 2016 och 2017 från 76,3 till 76,1 år.

## Globalt
FN:s kontor för narkotikakontroll och förebyggande av brott talar sedan 2018 om en global opioidkris. Enligt FN:s World Drug Report 2019 svarar opioider för två tredjedelar av de 585 000 människor som dog som ett resultat av droganvändning 2017.
FN:s World Drug Report 2021 rapporterar att 62 miljoner människor använde opioider av icke-medicinska skäl år 2019. Det motsvarar cirka 1,2 procent av den globala befolkningen mellan 15 och 64 år. De regioner med störst användning av opioider var Nordamerika, Mellanöstern, Sydvästasien och Oceanien (i huvudsak Australien och Nya Zeeland).
Icke-medicinsk användning av opioidläkemedel har framför allt ökat i Nordamerika (hydrokodon, oxikodon, kodein, tramadol och fentanyl). Men också i västra och norra Afrika och i Mellanöstern och Sydvästra Asien (tramadol). Även i Väst- och Centraleuropa finns tecken på en ökande icke-medicinsk användning av opioidläkemedel.
Bland användare av opioider använde nästan 31 miljoner opiater (heroin och opium). Det motsvarar 0,6 procent av världens befolkning i åldern 15–64 år. De delregioner med störst användning av opiater var Mellanöstern, Sydvästra Asien, Syd- och Centralasien, Nordafrika och Transkaukasus. Nästan 70% av det uppskattade globala antalet opiatanvändare är bosatta i Asien.
Efter USA har Kanada lyfts fram som den näst största användaren av receptbelagda opioider per capita. Mellan åren 2016–2018 såg Kanada mer än 11 500 opoidrelaterade dödsfall. Kanadas särskilda opioidkommitté varnade 2021 för att krisen har förvärrats under coronapandemin.
Europa såg en viss ökning av fall från och med 2015, som främst involverade länder i norra och östra Europa och slutligen även medelhavsområdet. Nedstängningen och den ekonomiska krisen till följd av covid-19 har lett till en ökning av missbruk och skador från opioider.
Situationen med lätt tillgängliga opioidläkemedel har visat på en sårbarhet i länder där läkare har mindre kunskap om drogberoende, både om dess orsaker eller behandling. En epidemiolog vid Columbia University i USA sammanfattade oron: "Vi kanske får se en ökning [i opioidmissbruk] när läkemedelsföretag börjar rikta in sig på andra länder och övertygar människor att opioider är säkra. Det fungerade här. Varför skulle det inte fungera på andra platser?" Los Angeles Times beskrev 2016 hur Mundipharma International hade använt samma aggressiva taktik som i USA för att marknadsföra OxyContin globalt.

## Sverige
Enligt Socialstyrelsen finns inga säkra uppgifter på hur omfattande opioidberoendet är i Sverige. Mellan 2014−2017 har det skett en viss ökning av antalet inskrivna patienter i behandling för opioidberoende.
En studie från Karolinska institutet visade 2019 att dödsfall i Sverige på grund av opioider ökade kraftigt mellan 2006 och 2014. Majoriteten av dödsfallen beror på läkemedel. Narkotikapolitiskt center kritiserade i en rapport 2018 den höga förskrivningen av opioider i Sverige.
OECD pekade 2019 på att opioidrelaterade dödsfall under det senaste decenniet har ökat något i de 25 OECD-länder där data finns tillgängligt. Sverige (tillsammans med USA, Kanada, Norge, Irland, England och Wales) har en ökning som är större än genomsnittet.
Markus Heilig, professor och beroendeforskare vid Linköpings universitet, har kritiserat att det inte finns forskning på hur många i Sverige som är läkemedelsberoende. En studie av bland annat Heilig visar att antalet individer som förskrevs opioid under perioden 2006–2015 var konstant, men det har skett en dramatisk förändring av vilken typ opioider som skrivs ut: Dextropropoxifen har avregisterats och förskrivning av tramadol har minskat. Men det kraftigare och mer beroendeframkallande preparatet oxikodon skrivs ut oftare. Däremot, menar studien, finns det ingen opioidepidemi i Sverige.
Läkemedelsverket har granskat förskrivningen för motsvarande preparat i Sverige mellan åren 2006−2018. Majoriteten av alla nyförskrivna recept på opiater är kombinationspreparat som innehåller kodein och paracetamol (till exempel Citodon). Under perioden minskade förskrivingen av tramadol i ungefär samma omfattning som förskrivningen av oxikodon ökade. Den totala mängden lagligt förskrivna opioider var relativt konstant. Samtidigt konstaterades en omfattande illegal handel med framför allt tramadol. Rapporten fokuserade på icke-malign smärta där nyförskrivning huvudsakligen skedde för kortvarig behandling av smärtor efter operation eller benbrott. En analys av perioden 2012–2018 konstaterade en överförskrivning till patienter med känd pågående eller tidigare beroendesjukdom. Patienter med beroendesjukdom har oftare flera olika förskrivare och läkemedelsverkets förhoppning är att problemen ska minska i och med införandet av den nationella läkemedelslistan.
Antalet tabletter tramadol som beslagtagits av Tullverket fördubblandes 2021 jämfört med 2020.